# Babesiosi
La babesiosi (o piroplasmosi) è una malattia infettiva causata da un protozoo del genere Babesia, capace di parassitare gli eritrociti di mammiferi ed uccelli, tra cui quelli umani. I parassiti appartengono al phylum degli Apicomplexa, classe Haematozoea, subclasse Piroplasmasina, ordine Piroplasmida, famiglia Babesidae. Si tratta di parassiti molto comuni negli animali a vita libera.
Attualmente sono note più di 100 specie appartenenti al genere Babesia ma di queste solo un numero assai limitato è stato identificato come causa di malattia nell'uomo. Negli Stati Uniti d'America la maggior causa di babesiosi è la Babesia microti, un parassita dei roditori, ed ultimamente è stata individuata una specie nuova denominata piroplasma WA1. In Europa la babesiosi è causata dalla Babesia divergens.
Attualmente sono stati riportati, in letteratura, numerosi casi di babesiosi umana localizzati prevalentemente nel nord-est degli Stati Uniti d'America. In Europa la malattia è assai rara.

## Biologia

Ciclo vitale del parassita babesia: 1-Ixodes scapularis; 2-animale ospite; 3-sporozoiti; 4-gli sporozoiti infettano gli eritrociti; 5-fissione binaria (riproduzione asessuata); 6-merozoiti; 7-infezione di nuovi eritrociti; 8-gemetocita; 9-gametogenesi; 10-ray bodies; 11-zigota (riproduzione sessuata); 12-kinete; 13-sporoblasti multinucleati; 14-infezione durante l'alimentazione; 15-i kinetes infettano le ghiandole salivari;

La babesiosi umana è una zoonosi trasmessa da un animale infetto per mezzo di una zecca del genere Ixodes che funge da vettore.

Negli Stati Uniti d'America la zecca in questione è la Ixodes dammini mentre in Europa è la Ixodes ricinus.

In veterinaria, invece, anche altri generi di zecche possono avere tale funzione.
Le zecche si infettano ingerendo i parassiti contenuti negli eritrociti. Nell'intestino della zecca avviene la fase sessuata della riproduzione della babesia (gamogonia).
Le babesie si possono rinvenire nella zecca circa 10 ore dopo il pasto di sangue. Tra le 46 e le 60 ore dopo possono ancora ritrovarsi all'interno degli eritrociti ingeriti ma alcune di esse (i gametociti) iniziano a formare dei nuovi organelli, in particolare un organulo a forma di punta di lancia detto Strahlenkorper che si ritiene sia coinvolto nella fusione dei gameti. Da quest'ultimo fenomeno si origina lo zigote che successivamente (circa 80 ore dal pasto di sangue) utilizza lo Strahlenkorper per attraversare la parete intestinale ed andare verso altri tessuti.
Dalle cellule epiteliali, in particolare, lo zigote raggiunge le ghiandole salivari attraverso l'emolinfa. A questo punto si entra nella fase di sporogonia con lo sviluppo degli sporozoiti, evento che può essere distinto in tre parti. Nella prima parte il parassita inizia ad espandersi fino a coprire tutta la cellula ospite formando uno sporoblasto multinucleato. Non appena la zecca inizia un nuovo pasto di sangue, comincia il secondo stadio nel quale maturano gli organelli del futuro sporozoita (come, ad esempio, i micronemi e le roptrie). Attraverso un processo di gemmazione, infine, si generano gli sporozoiti che vengono inoculati durante il successivo pasto di sangue. Gli sporozoiti sono grandi 2,2 per 0,8 micron e presentano una morfologia piriforme, hanno un reticolo endoplasmatico liscio, organelli simili a mitocondri, una roptria anteriore ed alcuni micronemi. Si ritiene che da un singolo sporoblasto possano essere prodotti dai 5000 ai 10000 sporozoiti.
Si stima che durante l'ora finale del pasto ematico vengano depositati nel derma adiacente alla bocca dell'aracnide alcune centinaia di sporozoiti che probabilmente vengono aiutati nel processo infettivo dalla saliva della zecca che si ritiene abbia proprietà antinfiammatorie e/o immunosoppressive.
È anche possibile, per alcune specie più grandi delle altre come Babesia divergens, una trasmissione verticale a seguito d'una riproduzione asessuata all'interno dell'ovaio con conseguente infezione congenita delle larve. Lo zigote, adesso denominato oocinete, dopo aver attraversato la parete intestinale, invade altre linee cellulari come quelle adipose o del rene ove va incontro ad un ciclo di divisione. Gli oocineti secondari che vengono così prodotti invadono l'ovaio e così possono trasmettersi alla discendenza.
Durante il pasto di sangue gli sporozoiti contenuti nelle ghiandole salivari vengono immessi nel sangue dove vanno ad infettare gli eritrociti. In alcune specie di Babesia, comunque, quest'ultimo è un evento secondario che si verifica dopo l'invasione dei linfociti. Gli sporozoiti che hanno invaso i linfociti si differenziano in schizonti multinucleati che successivamente, per gemmazione, danno origine a merozoiti che lisano la cellula ospite. I merozoiti liberatisi vanno, successivamente, ad invadere i globuli rossi, evento che si verifica anche per gli sporozoiti delle specie di Babesia che non hanno uno stadio preeritrocitario. Il microorganismo penetra nel globulo rosso tramite un fenomeno d'invaginazione, con formazione d'un vacuolo parassitoforo la cui membrana va incontro a disgregazione con liberazione del parassita piriforme
All'interno del globulo Rosso i merozoiti o gli sporozoiti si trasformano in trofozoiti che si dividono per scissione binaria dando origine a dei merozoiti (fino a quattro per volta) che, visti al microscopio ottico, possono assumere varie forme, da quelle ad anello fino a quella d'una croce maltese. La formazione dei merozoiti, comunque, può portare alla lisi dell'eritrocita.

Alcuni trofozoiti, invece, aumentano di dimensioni e, dopo essere stati ingeriti da una nuova zecca, nel suo intestino danno origine a dei gametociti che, una volta usciti dai globuli rossi, si sviluppano a formare dei gameti.

## Epidemiologia
Si ritiene che la babesiosi possa aver portato problemi agli esseri umani sin dalla preistoria attraverso l'infezione degli animali da allevamento. Il genere Babesia venne comunque formalmente identificato nel 1888 ad opera di Victor Babeș che stava studiando la causa della emoglobinuria febbrile nella mucca. Poco tempo dopo si scoprì che le zecche funzionavano da vettori per la trasmissione di Babesia bigemina.
Altre modalità di trasmissione della babesiosi comprendono le trasfusioni sia di sangue intero che di emocomponenti (come eritrociti o piastrine), in cui pare che il parassita possa sopravvivere fino a tre settimane anche se congelato, ed anche la via transplacentare, anche se sono stati identificati solamente due casi di tal genere.
Il primo caso di babesiosi umana descritto risale al 1957 nella ex Jugoslavia. Si trattò d'un agricoltore splenectomizzato che venne a morte, a causa d'una insufficienza renale dopo un quadro clinico grave con presenza d'anemia, emoglobinuria e febbre, per un'infezione da Babesia bovis.
Successivamente in Europa sono stati descritti circa trenta casi causati, il più delle volte, da Babesia divergens (qualche autore sostiene che anche il caso del 1957 potrebbe essere stato causato da Babesia divergens la quale è difficile da distinguere morfologicamente dalla bovis). Altri casi sono stati attribuiti, o tramite un'indagine morfologica o per mezzo delle caratteristiche antigeniche, a Babesia canis, Babesia microti oppure ad altre specie non riconosciute con certezza. La mortalità, in base alla casistica, risulta essere abbastanza elevata (circa il 40%), specie in soggetti immunocompromessi, anziani o sottoposti a splenectomia. Molti dei casi si sono verificati in Francia o sulle isole della Gran Bretagna ma si ritiene che la distribuzione sia in realtà sottostimata.
Recentemente, per mezzo delle moteodiche di biologia molecolare è stato caratterizzato un ceppo, denominato EU1 (da European union 1) responsabile di due casi, rispettivamente in Italia e Francia, la cui comparazione con altre sequenze ha indicato delle analogie con Babesia odocoilei che parassita i cervi.
Negli Stati Uniti d'America la babesiosi umana è causata soprattutto, come precedentemente riportato, da Babesia microti, che venne identificata in Peromyscus leucopus negli anni 1930. Solamente nel 1976, comunque, Peromyscus leucopus venne riconosciuto come reservoir. La babesiosi venne considerata, negli Stati Uniti d'America, una patologia comune in molti animali senza diretto interesse per l'uomo fino agli anni 60, epoca in cui vennero riportati casi d'infestazione in persone dell'isola di Nantucket. Da allora la babesiosi umana, nelle aree del nord est del paese, sta diventando una patologia relativamente comune con centinaia di casi descritti.
Sebbene siano stati riportati 136 casi di babesiosi nell'area di New York tra il 1970 ed il 1991 e 160 a Nantuck tra il 1969 ed il 1998, si ritiene che il numero d'infestazioni sia molto più elevato. Alcuni dei casi si sono verificati a seguito di trasfusioni, mentre in Europa non si è a conoscenza di simili situazioni.
Recentemente, inoltre, il quadro epidemiologico si è allargato grazie all'identificazione di stipiti di Babesia ancora non precisamente classificati, WA1 (da Washington), CA1 (da California) ed MO1 (Missouri), che presentano una reattività crociata (in immunofluorescenza indiretta) con una specie di Babesia canina. L'analisi delle sequenze, invece, ha permesso d'identificare delle analogie con ceppi isolati da pecore e cervi selvatici.
Indagini sierologiche hanno riportato una prevalenza degli anticorpi contro Babesia microti tra il 3 e l'8% in una popolazione di donatori di sangue. Uno studio californiano ha riportato una prevalenza del 16% di anticorpi contro l'organismo WA1 (anche se vi sono dubbi sulla specificità della metodica).
Negli Stati Uniti d'America, la mortalità da Babesia microti è all'incirca del 5%. In Asia la babesiosi umana è causata da specie simili a Babesia microti ma diverse dal punto di vista antigenico o molecolare. In Giappone si è registrato il primo caso nel 1999. In Africa sono stati segnalati dei casi ma resta il problema importante della diagnosi differenziale con i plasmodi malarici. In Italia, fino ad adesso, è noto un solo caso di babesiosi; nel resto del mondo sono stati descritti pochi altri casi di babesiosi umana.
Parlando di zecche come vettori, rimane ancora molto importante l'eventualità di coinfezioni con la malattia di Lyme o l'ehrlichiosi come già dimostrato da studi sierologici.

## Patogenesi
La patogenesi dell'infezione da Babesia è da ascriversi sia alla lisi degli eritrociti infettati sia alla loro aderenza ai vasi sanguigni.
Si ritiene che l'emolisi (che pare essere sia intra che extravascolare) sia causata dalla riproduzione asessuata con formazione dei merozoiti ma si è anche notato che la gravità della malattia non sempre correla con la parassitemia. I globuli rossi infettati, in effetti, si dimostrano essere deformati e più rigidi della norma il che dovrebbe causare un loro sequestro da parte della milza. Si è notato, tuttavia, che diverse specie di babesie possono evitare un tale fenomeno attraverso diversi meccanismi. Ciò fa sì che le emazie infette continuino a circolare e che possano rimanere bloccate in masse coagulate. Secondo altri studi, la citoaderenza dipenderebbe anche da fattori prodotti dai parassiti.

## Anatomia patologica
Nel caso di soggetti non splenectomizzati colpiti da babesiosi, non si riscontrano alterazioni a carico d'organi o tessuti.

Nelle persone sottoposte a splenectomia e deceduti per la forma fulminante della malattia si sono notati quadri dovuti all'elevata emolisi e necrosi tubulare a livello renale cui sono associati: presenza di edema, frammenti d'emazie a livello capillare e depositi d'emoglobina.

Sebbene a livello encefalico sia stata notata una lieve iperemia senza che venissero rintracciati eritrociti adesi all'endotelio, come invece succede nella malaria perniciosa da Plasmodium falciparum.

## Immunologia
Al momento tutti i mammiferi studiati si sono dimostrati in grado di sviluppare una risposta immune dopo un episodio d'infezione da Babesia o a seguito d'una vaccinazione.

Dopo il pasto di sangue della zecca gli sporozoiti si trovano per un po' di tempo nel circolo ematico e, durante questo stadio, eventuali anticorpi di tipo IgG possono legarvisi e neutralizzarli.

Una volta che l'invasione degli eritrociti sia avvenuta, si passa ad una nuova situazione nella quale la parassitemia inizia a salire e si sviluppano le prime manifestazioni cliniche. A questo livello sembrano giocare un ruolo importante i macrofagi e le cellule natural killer (NK) in quanto si è visto che, in caso d'una loro assenza, la parassitemia tende ad aumentare assai più rapidamente.

Il ruolo delle cellule NK nella resistenza alla malattia è attualmente discusso in quanto nonostante sia stato evidenziato un aumento della loro attività tra il picco parassitemico e la sua diminuzione sia nell'uomo che in altri animali, al momento non vi sono dati sufficienti per poter giungere ad una conclusione su tale quesito.

L'eliminazione dei macrofagi causa una diminuzione delle difese contro Babesia microti ed addirittura annulla la protezione d'una precedente immunizzazione contro Babesia rodhani in topi di laboratorio. Al contrario il trasferimento di macrofagi da animali immuni ad altri non immuni è in grado di conferire resistenza all'infezione da Babesia microti.

L'attivazione di queste linee cellulare ad opera di stimoli anche aspecifici si accompagna ad una produzione di diversi fattori che sono ritenuti essere responsabili della degradazione dei parassiti intraeritrocitari: interferone gamma (INF-γ) prodotto dalle cellule NK e fattore di necrosi tumorale α (TNF-α), ossido nitrico e specie reattive dell'ossigeno, prodotti dai macrofagi.

In modelli murini si è visto che la parassitemia inizia a scendere dopo circa 10 giorni dall'infezione per degenerazione delle babesie intraeritrocitarie e per una maggior attività di sequestro della milza, eventi che segnano l'inizio della fase di risoluzione.

La risposta umorale all'infezione da Babesia, rispetto a quella cellulare viene considerata di minore importanza. In effetti, vari esperimenti hanno evidenziato come essa sia responsabile d'un basso grado di protezione e soprattutto durante le fasi extracellulari dei parassiti.

Si ritiene che le specie di Babesia siano in grado di modulare la risposta immune a proprio vantaggio. Si è visto, ad esempio, che gli eritrociti infettati da Babesia bigemina esprimono una proteina parassitaria che è in grado di legare le IgM e che forse questo è un mezzo per favorire la crescita del microorganismo. In effetti, si è notato che dei topi privi di IgM sono resistenti all'infezione da Babesia microti e ciò sembrerebbe confermare l'ipotesi precedente.

Un elemento di grande importanza nella difesa dalla Babesiosi è, come accennato già in precedenza, la milza, forse per la massiccia presenza di linfociti T e B, linfociti NK e macrofagi o almeno di qualcuna di queste popolazioni cellulari.

I linfociti T sembrano essere un elemento critico nella resistenza alla babesiosi, come si è evidenziato da studi condotti su topi atimici o trattati con siero antitimociti. Si è anche visto che il trasferimento di linfociti T da un soggetto immune è sufficiente per conferire uno stato di immunità contro Babesia microti ad un topo non immune. Topi infettati da Babesia microti, inoltre, vanno incontro ad uno stato di ipersensibilità ritardata, evento mediato principalmente dai linfociti CD4 Th1. Topi privati dei linfociti CD4 dimostrano di essere maggiormente suscettibili all'infezione da Babesia microti. Un simile evento, invece, non si presenta in topi privi dei linfociti CD8, pertanto al momento si ritiene che la protezione conferita dalla popolazione linfocitaria sia mediata dal sottogruppo dei linfociti CD4.

Nonostante queste acquisizioni, al momento non è chiaro quali meccanismi siano coinvolti nell'eliminazione dei microorganismi dall'ospite e, in particolare, nella loro uccisione. Si è visto, infatti, che le babesie morte si trovano ancora all'interno dei globuli rossi. Si ritiene, pertanto, che la loro eliminazione sia dovuta ad un fattore solubile che fa degenerare il parassita piuttosto che alla lisi cellulare meditata dal complemento o dai linfociti CD8. Secondo alcuni studiosi la produzione di INF-γ, ad opera dei linfociti CD4, sembra correlare con una diminuzione della parassitemia e che tale molecola potrebbe essere direttamente tossica per i parassiti, inclusi quelli intraeritrocitari.

Alcuni esperimenti, infine, hanno evidenziato come topi immunosoppressi infettati da Babesia rodhani possano sopravvivere meglio dei corrispettivi immunocompetenti. Da ciò si è evinta la possibilità che alcune popolazioni cellulari possano prendere parte alla patogenesi della malattia.

## Manifestazioni cliniche
La sintomatologia è causata dalla lisi dei globuli rossi a seguito della riproduzione asessuata con formazione dei merozoiti e, in genere, inizia a svilupparsi a distanza di 1-6 settimane dalla puntura della zecca e può essere altamente variabile.

Nei casi più seri la malattia ha un decorso assai rapido e simile ad una malaria fulminante, con comparsa di febbre elevata (40 °C), malessere, spossatezza ed anemia, mialgia. In alcuni casi si è avuta comparsa di nausea, vomito, sudorazione notturna, ematuria e calo ponderale, eventi ritenuti associati ad una più elevata parassitemia. Può anche essere presente epatosplenomegalia.

L'anemia emolitica può durare da qualche giorno ad alcuni mesi nei casi più gravi, che tendono a verificarsi più frequentemente negli anziani e negli splenectomizzati.

Negli individui immunocompromessi si possono verificare alcune complicazioni che includono un peggioramento di uno stato astenico oppure, anche se raramente, la comparsa di una sindrome da distress respiratorio.

Le infestazione dovute a Babesia divergens tendono ad essere più gravi di quelle causate da Babesia microti. Le manifestazioni cliniche tendono a presentarsi in 1-3 settimane dopo la puntura della zecca vettore ed includono la comparsa di emoglobinuria seguita da ittero (eventi causati dall'intensa emolisi). Nei casi più gravi si può arrivare alla comparsa d'uno stato simile allo shock con associati edema polmonare ed insufficienza renale.

L'emoglobina intraeritrocitaria può scendere fino a 4 g/l mentre quella ematica può aumentare fino a 40-50 g/l, l'uremia e la creatininemia possono aumentare in caso d'insufficienza renale.

Le indagini di laboratorio possono identificare un aumento delle transaminasi, della fosfatasi alcalina, della lattico deidrogenasi e della bilirubina indiretta. Si può anche sviluppare un'anemia normocromica e normocitica, trombocitopenia e, più raramente, leucopenia.

## La babesiosi in veterinaria
Le più di cento specie di babesia note possono infettare un numero elevato d'animali, soprattutto appartenenti all'ordine dei Rodentia, seguiti da alcune specie d'uccelli. Si ritiene che quasi ogni mammifero che viene punto da una zecca infetta possa costituire un potenziale reservoir per il protozoo.

L'infezione nell'ospite vertebrato è seguita da una fase clinicamente non apparente di una o due settimane, nella quale si possono reperire i parassiti in grande quantità nei globuli rossi.
A seconda della resistenza dell'ospite i sintomi clinici possono essere molto differenti: in soggetti resistenti, i globuli rossi vengono sequestrati nella milza e distrutti o tenuti sotto controllo dalla risposta immunitaria, mentre in soggetti suscettibili la lisi del globulo rosso permette la liberazione del parassita che infetta altri globuli rossi.
La resistenza alla malattia è maggiore negli ospiti adattati, ovvero in quelli provenienti da zone dove la malattia è endemica, questo pone seri problemi all'importazione di animali indenni in zone nelle quali è presente la malattia.
Esistono molteplici esempi di come le babesie possano dare manifestazione differenti passando da un ospite comunemente infestato ad uno che, al contrario, presenta un basso livello d'adattamento.
I topini dai piedi bianchi (Peromyscus leucopus), ad esempio, vivono in aree endemiche per la babesiosi e costituiscono uno dei possibili reservoir. Molti di essi sono effettivamente infetti, ciononostante si è visto che la carica parassitemia è assai bassa (meno dello 0,1% degli eritrociti dell'ospite risultano infetti) e, comunque, sono in grado di mantenere questo stato per tutta la vita.

I criceti ed i topi di laboratorio, invece, presentano una parassitemia elevata (fino al 40-50% degli eritrociti in specie particolarmente suscettibili).

In tutte le specie domestiche la forma acuta si manifesta normalmente 1 o 2 settimane dopo il pasto di sangue da parte della zecca infetta, e la malattia è dovuta a una sequela di eventi patologici dovuti al sequestro e alla lisi massiva dei globuli rossi all'interno della milza. I segni clinici più caratteristici sono l'anemia emolitica con emoglobinemia e emoglobinuria, febbre ed eventualmente ittero.
- Equini: Gli equini possono essere infettati da due specie di Babesia: Babesia equi (la più patogena, riconoscibile per le piccole dimensioni e la disposizione a croce di malta all'interno dell'eritrocita) e Babesia caballi, entrambe trasmesse da zecche di diversi generi, tra cui Dermacentor, Hyalomna e Rhipicephalus. In cavalli suscettibili, è in grado di determinare la comparsa di anemia emolitica acuta cui segue uno stato d'anemia cronica che può portare ad una diminuzione delle prestazioni, elemento importante nelle specie da corsa.
- Cane: La Babesia canis, tra le specie di Babesia che infettano i cani, risulta essere quella maggiormente distribuita e virulenta. Viene trasmessa dalle zecche Rhipicephalus sanguineus o Dermacenter reticulatus e può dare origine ad una malattia iperacuta, acuta o cronica.

Nella forma acuta le manifestazioni comprendono febbre, emoglobinuria, ittero, anemia fino ad arrivare alla morte.
- Bovini: La Babesia bigemina presenta uno spettro d'ospite che include i bovini, il bufalo (Bubalus bubalis) ed altri ruminanti e viene trasmessa tramite zecche del genere Boophilus. Sebbene sia meno virulenta rispetto a Babesia bovis può dare una fase d'emolisi acuta che spesso risulta mortale.

La Babesia divergens per l'allevamento bovino costituisce un problema che molti considerano ancora sottostimato. Dopo un periodo di diminuzione della malattia a seguito di trattamenti profilattici e di vaccinazioni, si è assistito ad il ritiro dei composti farmacologici più efficaci a causa della loro sicurezza d'uso e degli effetti avversi. Dubbi sulla vaccinazione sono iniziati ad espandersi anche a seguito delle segnalazioni di rottura della barriera tra specie da parte di vari microorganismi.

D'altro canto i sistemi d'agricoltura intensivi, e secondo alcuni i possibili cambiamenti climatici, possono portare ad un aumento della popolazione delle zecche.

L'infezione da Babesia divergens nei bovini il più delle volte è asintomatica.

In casi severi, invece, si può manifestare febbre (oltre i 41 °C), anemia, astenia, cessazione della ruminazione, tachipnea e tachicardia (nei casi più avanzati il rumore cardiaco può essere molto forte tanto da percepirsi a poca distanza dall'animale). Le mucose possono presentarsi pallide ed anche itteriche. Si ha anche un incremento della motilità intestinale e del rumine e spasmi dello sfintere anale con comparsa di diarrea.

In caso di parassitemia tra il 30 ed il 45% dei globuli rossi si può verificare una loro lisi importante. Durante i picchi parassitemici si può avere emoglobinuria (spesso la prima manifestazione clinica).

Via via che l'anemia aumenta, lo stato dell'animale peggiora, compare uno stato di disidratazione e la diarrea cessa in favore d'una situazione di costipazione. La temperatura corporea scende e ritorna ai livelli normali, o al di sotto di essi.

Una volta raggiunto lo stadio terminale della malattia, l'animale è prostrato ed incapace di rialzarsi, in stato di shock tossico. La temperatura è al di sotto della norma, il polso è debole mentre l'ittero, la disidratazione e la costipazione risultano assai seri. La morte subentra per insufficienza cardiaca o epatica ed insufficienza renale.

La progressione della malattia ed i tassi di mortalità risentono molto della velocità della diagnosi che perciò deve essere celere.

Negli animali che vanno incontro a remissione spontanea si può avere una diminuzione continuativa d'alcuni parametri ematologici come la conta eritrocitaria e l'emoglobina. Una volta che il parassita sia stato del tutto eliminato si può avere una ripresa dei parametri ematologici con transitorio aumento del numero dei reticolociti (indice, in questo caso, d'una infezione avvenuta in tempi recenti).

## Diagnosi
Diagnosticare la babesiosi può risultare complicato a causa dei suoi sintomi poco specifici. Si dovrebbe iniziare con un'anamnesi accurata che rilevi una storia di viaggi in aree endemiche e di eventuali punture di zecca. Si deve anche avere informazioni su eventuali trasfusioni effettuate in tempi recenti e sull'effettuazione d'una splenectomia.

La diagnosi della malattia in questione viene effettuata preferenzialmente tramite osservazione di sangue periferico al microscopio ottico sia sotto forma d'uno striscio sottile che d'una goccia spessa dopo colorazione con Giemsa (colorazione elettiva) o con colorazione di Wright.

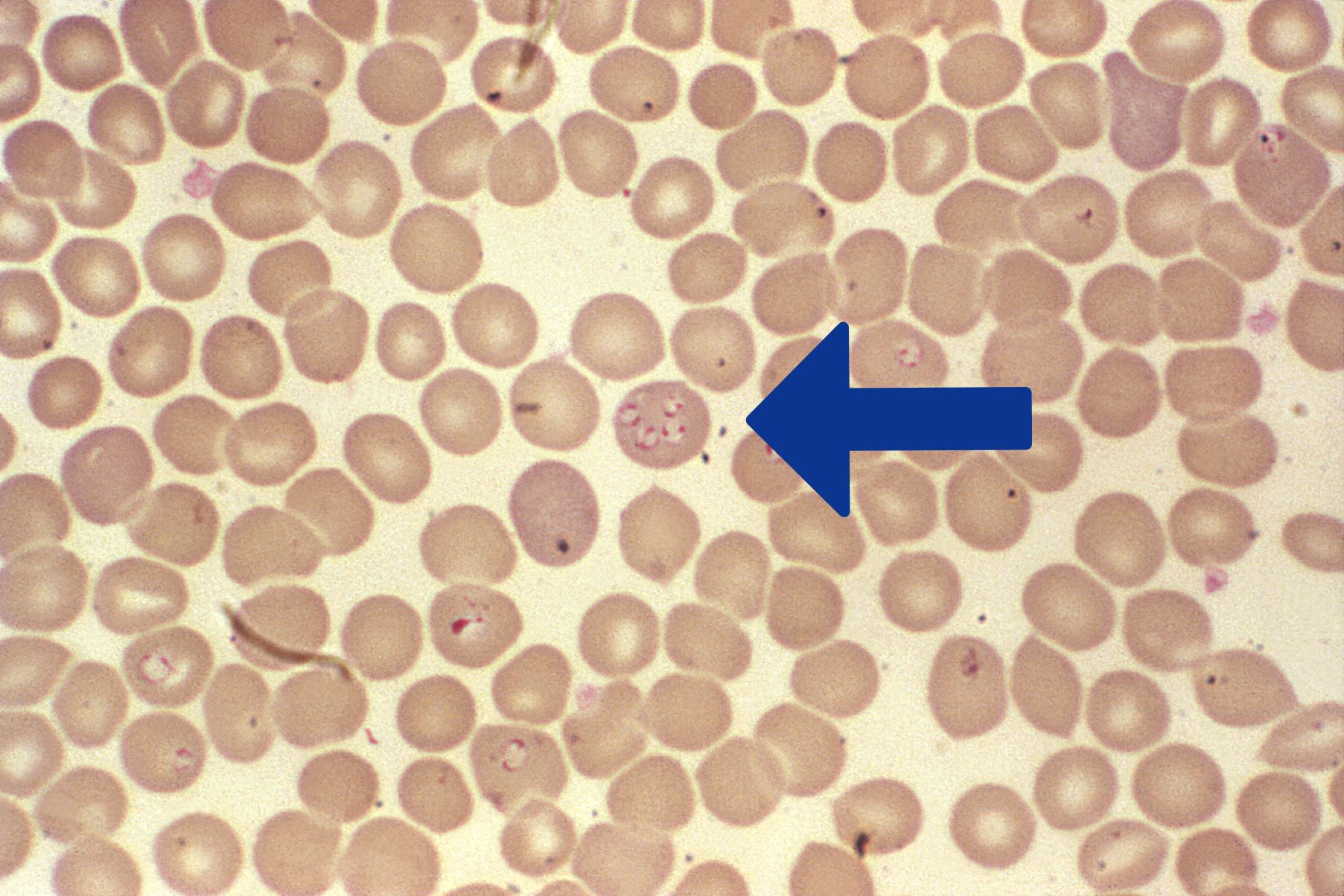
Immagine al microscopio ottico d'uno striscio di sangue positivo per Babesia spp.

Si possono notare, in tal caso, delle forme vagamente ad anello, simili a quelle del Plasmodium falciparum, con nuclei periferici ben colorati ed una sezione centrale che non lo è. Mentre Babesia microti presenta dei merozoiti di circa 1,5–2 mm, quelli di Babesia divergens sono di dimensioni variabili (1–3 mm) a seconda dell'ospite.

Oltre alle forme ad anello sono riscontrabili configurazioni piriformi (i trofozoiti) che possono essere singole o in coppia. In rari casi si possono trovare quattro merozoiti all'interno d'un globulo rosso uniti dall'apice in senso verticale ed orizzontale (configurazione a croce maltese) ed in questo caso ci si trova di fronte ad un quadro diagnostico. Nei casi più seri si possono trovare dei trofozoiti esternamente agli eritrociti.

Si possono anche notare forme filamentose o amorfe in corrispondenza del picco della parassitemia o del suo declino ed esse vengono considerate come forme degenerative (o forme di crisi).

Nei bovini Babesia divergens può dare forme particolari dovute al fatto che i merozoiti tendono a localizzarsi alla periferia causando una lieve protrusione della membrana eritrocitaria.

I parassiti risultano individuabili su sangue periferico per un tempo che va dalle 3 settimane alle 12. In un caso, una persona splenectomizzata, è stata riportata una durata della parassitemia per un periodo di sette mesi.

I limiti della diagnosi al microscopio ottico sono dati dall'abilità dell'operatore (si tratta di una metodica operatore dipendente) e dal livello della parassitemia. In caso di parassitemia bassa, in effetti, si potrebbe andare incontro ad un falso negativo. Un altro elemento da tenere in considerazione è la capacità di distinguere i diversi sottotipi morfologici.

Le forme anulari, come già accennato, potrebbero confondersi con quelle del Plasmodium falciparum; la diagnosi differenziale può essere fatta individuando i pigmenti di emozoina che nelle babesie mancano (tenendo da conto, comunque, che plasmodi giovani possono difettare di tale pigmento).
La diagnosi differenziale con la malaria è un elemento assai importante in quanto una diagnosi inaccurata può ritardare un trattamento specifico il che potrebbe risultare assai pericoloso.

Si può anche effettuare un'inoculazione sperimentale del materiale sospetto all'interno d'un gerbillo ma si tratta d'una procedura poco usata in quanto l'evidenza di vetrini ematici positivi compare tra le due e le quattro settimane. È, tuttavia, da notare che vi sono specie e stipiti infettanti per l'uomo che non sempre attecchiscono negli animali utilizzati in laboratorio

Le metodiche sierologiche si basano sul test di ricerca anticorpale tramite immunofluorescenza indiretta. Si tratta, comunque, d'una metodica valida solo per l'evidenziazione di Babesia microti, con buona sensibilità (88-96%) e specificità (90-100%), in quanto per la divergens risulta essere poco specifica.

Nel caso in questione la metodica risulta essere sensibile e specifica, utile nell'individuazione delle forme croniche di babesiosi. Il titolo anticorpale utilizzato come punto di cut off per determinare la positività di un risultato varia assai a seconda dei laboratori ma si può dire, in generale, che titoli anticorpali superiori ad 1:128-1:256 sono associati con un aumento della specificità diagnostica.

Un altro punto limitante è dato dal fatto che gli anticorpi si sviluppano solamente in una fase tradiva dell'infezione ed in effetti la metodica ad immunofluorescenza indiretta viene riservata, come controllo, a casi in cui la diagnosi di babesiosi da Babesia microti sia già stata posta.

Il titolo anticorpale può rimanere elevato da 13 mesi fino a 6 anni ed alcuni autori hanno notato che una diminuzione più lenta del livello delle IgG si può associare ad una persistente presenza del parassita.

È possibile che altre parassitosi o alcune patologie potrebbero dare reazioni crociate ingenerando dei falsi positivi.

Nel caso delle infezioni da Babesia divergens, il quadro clinico che si sviluppa è troppo serio per permettere una diagnosi sierologica in quanto gli anticorpi iniziano a svilupparsi dopo circa 7-10 giorni dopo la comparsa dell'emoglobinuria. Un'applicazione di contorno della metodica può essere fatta per distinguere tra Babesia microti, divergens e WA1 in quanto danno delle reazioni crociate limitate.

Il più delle volte la diagnosi di babesiosi viene ottenuta attraverso le metodiche precedentemente descritte ma restano dei casi di persone con parassitemia bassa che potrebbero sfuggire all'individuazione e che, pertanto, necessitano di tecniche più sensibili.

Questo problema è stato risolto dall'utilizzo delle metodiche d'amplificazione genica basate sulla reazione a catena della polimerasi. Sono state, infatti, sviluppate PCR sia per individuare Babesia microti che Babesia divergens attraverso l'amplificazione di regioni conservate, come il DNA ribosomiale.

Alcuni studi hanno individuato una rapida eliminazione del DNA del microorganismo in assenza d'una sua replicazione, pertanto si ritiene che la rivelazione del materiale genomico possa intendersi come un indice d'infezione attiva.

## Terapia
L'infestazione da Babesia microti risulta essere, invece, più lieve ed autolimitante ed eventualmente trattabile in modo aspecifico. Nei casi più severi si utilizza una combinazione di clindamicina e chinino per bocca per circa una settimana. Questa combinazione terapeutica nacque a seguito d'un trattamento inefficace con clorochina per una persona con erronea diagnosi di malaria e su cui vennero successivamente provati i due farmaci in questione. Studi successivi, condotti su animali, hanno permesso di confermare la validità del trattamento. In studi clinici si vide che il trattamento con i due farmaci permise di diminuire la durata della parassitemia rispetto alle persone non trattate.

Gli effetti avversi del trattamento possono comunque essere molteplici ed includono: tinniti, sincope, ipotensione e problemi gastrointestinali.

In casi particolarmente gravi la sola terapia antinfettiva potrebbe non risultare sufficiente ed allora una trasfusione di globuli rossi può risultare un trattamento utile o addirittura salvavita.

L'infezione da Babesia divergens può prefigurarsi come un'emergenza medica e pertanto è necessario un trattamento celere con clindamicina per via endovenosa e chinino soprattutto per arrestare l'emolisi massiva e prevenire l'insufficienza renale.

Sono attualmente allo studio nuove molecole per cercare d'ovviare alla tossicità del trattamento e soprattutto per evitare i fenomeni d'inefficacia della terapia che ogni tanto si sono verificati in persone immunodepresse.
Per vari anni il trattamento della babesiosi in ambito veterinario comprese tre farmaci: il quinuronio solfato, l'amicarbide isetionato ed il diminazene aceturato. Negli anni 1970 entrò in commercio l'imidocarb diproprionato e divenne in breve tempo il prodotto di prima linea grazie anche alla sua azione profilattica.

Attualmente l'imidocarb è l'unico farmaco rimasto in quanto gli altri sono stati ritirati dal commercio o per ragioni di sicurezza o di marketing (il diminazene in Europa).

L'imidocarb è assai tossico qualora venga somministrato per via endovenosa per cui si consiglia l'uso per via sottocutanea o intramuscolare. Gli effetti avversi da questo prodotto comprendono tosse, tremori muscolari, coliche, aumento della salivazione ed irritazione nella sede dell'iniezione.

Mentre in passato si riteneva che fosse necessario mantenere una bassa parassitemia per garantire una protezione immunitaria a distanza, oggi tale concetto non viene più seguito. L'imidocarb permette d'eliminare tutte le babesie e si è visto che comunque permane uno stato duraturo di resistenza alla reinfezione.

Per l'animale con temperatura inferiore a 38 °C, anossia o costipazione, è necessaria una trasfusione di sangue che deve essere tempestiva e ben dosata, pena una sua inefficacia.

Sebbene siano stati riportati aneddoti sulla comparsa di resistenza, al momento le indagini di laboratorio su isolati hanno riferito una sostanziale efficacia dei composti chemioterapici.

## Prevenzione
La più efficace forma di prevenzione, importante soprattutto per immunodepressi e splenectomizzati, consiste nell'evitare le aree d'endemia per zecche e, nel caso, indossare indumenti che coprano la maggior superficie possibile del corpo e repellenti specifici.
Qualora avvenga la puntura da parte di una zecca è bene cercare di provvedere alla sua rimozione il prima possibile (entro 24 ore) in quanto ciò permette di limitare la possibilità della trasmissione delle babesie.

Sono state intraprese anche diverse misure di sanità pubblica volte a ridurre la popolazione delle zecche tramite l'uso di acaricidi soprattutto sugli animali che fungono da reservoir. Sfortunatamente le zecche sono in grado di divenire resistenti a queste sostanze rapidamente per cui tali metodi devono essere utilizzati in combinazione con altre misure e non da soli.

Attualmente non sono a disposizione vaccini contro la babesiosi umana anche perché la frequenza della malattia non è così elevata da giustificare campagne di vaccinazione su larga scala.

Dei progressi, invece, si sono registrati nelle ricerche per sviluppare vaccini da utilizzarsi su altri animali.

Molti degli esperimenti in merito si sono concentrati su Babesia bovis, Babesia divergens e Babesia bigemina e da esse si sono cercati di ottenere vaccini con organismi attenuati, che usano antigeni solubili ed anche ricombinanti. Da questi studi si sono avute numerose informazioni per comprendere quali possano essere i geni associati a virulenza e vari meccanismi immunologici associati alla malattia. La speranza è che si riesca ad ottenere vaccini effettivamente protettivi da potersi usare anche su persone splenectomizzata o immunocompetenti residenti in aree ad alto rischio.
In campo bovino è da notare che, nonostante la terapia, l'animale tende a mantenere uno stato di debilitazione per alcuni mesi il che può comportare dei problemi.

Oltre all'uso di acaricidi, come accennato in precedenza, l'unico composto per la profilassi è l'imidocarb che permette di proteggere l'animale dallo sviluppo d'una infezione clinicamente manifesta da tre a sei settimane ma consente comunque d'avere un livello d'infezione basale tale da consentire l'acquisizione d'una immunità specifica. Una simile strategia si dimostra efficace solo se si fa in modo che l'animale venga esposto al contagio durante il periodo utile. Ciò può essere fatto sia facendolo pungere da una zecca in aree d'endemia sia inoculando direttamente i parassiti. Possono insorgere, comunque, dei problemi qualora ci si trovi in aree con un basso tasso di babesiosi o si utilizzino dosaggi troppo elevati di farmaco che fanno sì che i parassiti vengano inibiti senza che si sviluppi un'immunità protettiva.

Un problema derivante dall'uso dell'imidocarb è dovuto alla presenza di suoi residui nel latte e nella carne dell'animale, elemento che ha fatto sì che in alcuni paesi europei si sia proceduto ad un suo ritiro dal commercio.

Per tali motivazioni vi sono studi che stanno indagando il potenziale profilattico d'altri composti.

La vaccinazione al momento resta la migliore alternativa per la profilassi. I vaccini vivi attenuati si sono dimostrati efficaci e piuttosto sicuri soprattutto qualora siano impiegati su bovini al di sotto d'un anno di vita in quanto residuano una resistenza naturale.

I parassiti usati in questi vaccini vengono ottenuti da micetti splenectomizzati o da gebrilli. Questi ultimi vengono utilizzati di preferenza in quanto consentono di risolvere alcuni problemi quali la trasmissione di altri patogeni cui le mucche possono essere suscettibili e la sensibilizzazione agli antigeni degli eritrociti bovini con comparsa d'autoimmunità.

Gli svantaggi dei vaccini vivi attenuati consistono nella difficoltà d'ottenere ceppi di parassiti attenuati e nel fatto che i criceti non permettono d'ottenere grandi quantità di vaccino. Bisogna inoltre mantenere una catena del freddo intatta in tutti i passaggi fino all'inoculazione nell'animale.

Altri preparati vaccinali basati su parassiti morti o singoli antigeni non hanno ottenuto risultati comparabili con quelli vivi attenuati e spesso è stata necessaria l'aggiunta di adiuvanti tossici.

Sono allo studio anche vaccini ricombinanti che, al momento, sono ancora in fase sperimentale